# 山梨学院中学高等学校
山梨学院中学高等学校（日语：山梨学院中学高等学校）位于日本山梨县甲府市酒折三丁目地區的私立完全中學，提供符合國際文憑認證的IB課程。

## 历史
學校成立於1956年，最初為山梨學院短期大學的附屬學校，名為「山梨學院短期大學附屬高等學校」1962年變更為山梨學院大學的附屬學校，因而更名為「山梨學院大學附屬高等學校」；1995年增設中學校成為「山梨學院大學附屬中學校及高等學校」，2016年再更名為現在使用的「山梨學院中學高等學校」。

## 社团活动
- 体育系：剑道、台球。
- 文化系：合唱团、围棋、将棋、茶道。

## 著名校友

### 体育运动员
- 牧野垒
- 五岛裕二
- 伊藤彰
- 森田丈武
- 苫米地铁人
- 玉山健太
- 根津和希
- 大岛崇行
- 松本哲也
- 明石健志
- 内村贤介
- 铃木秀俊
- 须田喜照
- 金丸义信
- 太田一平
- 堀米勇辉
- 加部未兰
- 萩原智子：游泳选手。
- 长田友喜子：游泳选手。
- 逸见佳代
- 天野和明：登山家。

### 文化人
- 市濑秀和：演员。
- 伸太郎
- 辻村深月：小说家。
- 加藤嘉一：作家。